# Equanimeous St. Brown
Equanimeous Tristan Imhotep J. St. Brown (Anaheim, 30 settembre 1996) è un giocatore di football americano statunitense che milita nel ruolo di wide receiver nella National Football League (NFL).

## Carriera

### Green Bay Packers
St. Brown fu scelto dai Green Bay Packers nel corso del sesto giro (207º assoluto) del Draft NFL 2018. Il 7 maggio 2018 firmò il suo contratto con la franchigia.
St. Brown debuttò nella NFL nella settimana 1 contro i Chicago Bears giocando negli special team. Nella sconfitta della settimana 5 contro i Detroit Lions fece registrare le sue prime 3 ricezioni, inclusa una da 54 yard nel finale di gara. Il 15 ottobre contro i San Francisco 49ers nel Monday Night Football, con 15 secondi al termine della gara, fece registrare una ricezione chiave da 19 yard che permise alla squadra di calciare il field goal della vittoria con Mason Crosby. La sua prima stagione si concluse con 12 presenze, di cui 7 come titolare.
Durante una gara di pre-stagione contro gli Oakland Raiders il 22 agosto 2019, St. Brown subì un grave infortuno alla caviglia. Fu così inserito in lista infortunati, perdendo l'intera annata.

### Chicago Bears
Il 22 marzo 2022 St. Brown firmò un contratto di un anno con i Chicago Bears.

### New Orleans Saints
Il 12 aprile 2024 St. Brown firmò con i New Orleans Saints. Fu svincolato il 27 agosto dopo di che rifirmò con la squadra di allenamento.

### San Francisco 49ers
Il 22 luglio 2025 St. Brown firmò con i San Francisco 49ers. Il 31 luglio fu svincolato.

## Famiglia
È il fratello di Amon-Ra St. Brown, giocatore dei Detroit Lions della NFL.